# Nikola Selaković
Nikola Selaković (en serbio: Никола Селаковић; pronunciado [nǐkola sêlaːkoʋitɕ], nacido 30 de abril de 1983) es un abogado serbio y político que actualmente está sirviendo como el ministro de Asuntos Exteriores de Serbia desde 28 de octubre de 2020. Sirva como el Secretario de Presidencia del Presidente de Serbia Aleksandar Vučić de 2017 a 2020 y como el ministro de Justicia en el Gobierno de Serbia de 2012 a 2016.

## Biografía

### Educación y primeros años
Fue nacido en 1983 en Titovo Užice. Graduado del sexto Gimnasio de Belgrado y la Universidad de Facultad de Belgrado de Ley, donde es actualmente el ayudante de búsqueda en tradición legal comparativa.
Mientras sea un ayudante en la Facultad de Ley, Selaković tomó una botella de agua de un fabricante croata del estudiante en la conferencia y echó él en la basura pueda, diciendo que lo haga porque no sea agua doméstica. Selaković dijo que sólo quiera señalar fuera al alumnado el necessity de comprar productos domésticos.
Durante sus estudios, gane la competición de oratoria en la Facultad de Ley tres veces. Fue el miembro del equipo en la competición internacional en el campo de ley pública internacional "Philip C. Jessup Ley internacional Moot Competición de Tribunal", y en 2007 recibió el primer premio de la Fundación de Alan Watson para el proyecto " Código de Dušan y Legal Transcripts".
Selaković es el fundador, y en el periodo de 2011 a 2012, fue también el presidente del Círculo Cultural serbio "Despot Stefan Lazarević". Desde 2010 ha sido el presidente del "Oratoria" Instituto - Centro para Retórica. Ha sido un miembro desde entonces 2003, y desde entonces 2005 ha sido el secretario del Club de Apreciadores de Ley Antigua y Romana..

### Carrera política
Según algunas fuentes, Selaković unió el Partido Radical Serbio en 2001 fuera de repugnar contra el gobernante DOS coalición después de su padre, un miembro del Partido Socialista de Serbia estuvo despedido de su trabajo, porque sea un miembro de aquel partido.
Ha sido un miembro  del Partido Progresivo serbio desde entonces 2008, un miembro de los presidente y Tablero Ejecutivos del partido del consejo Legal del partido.

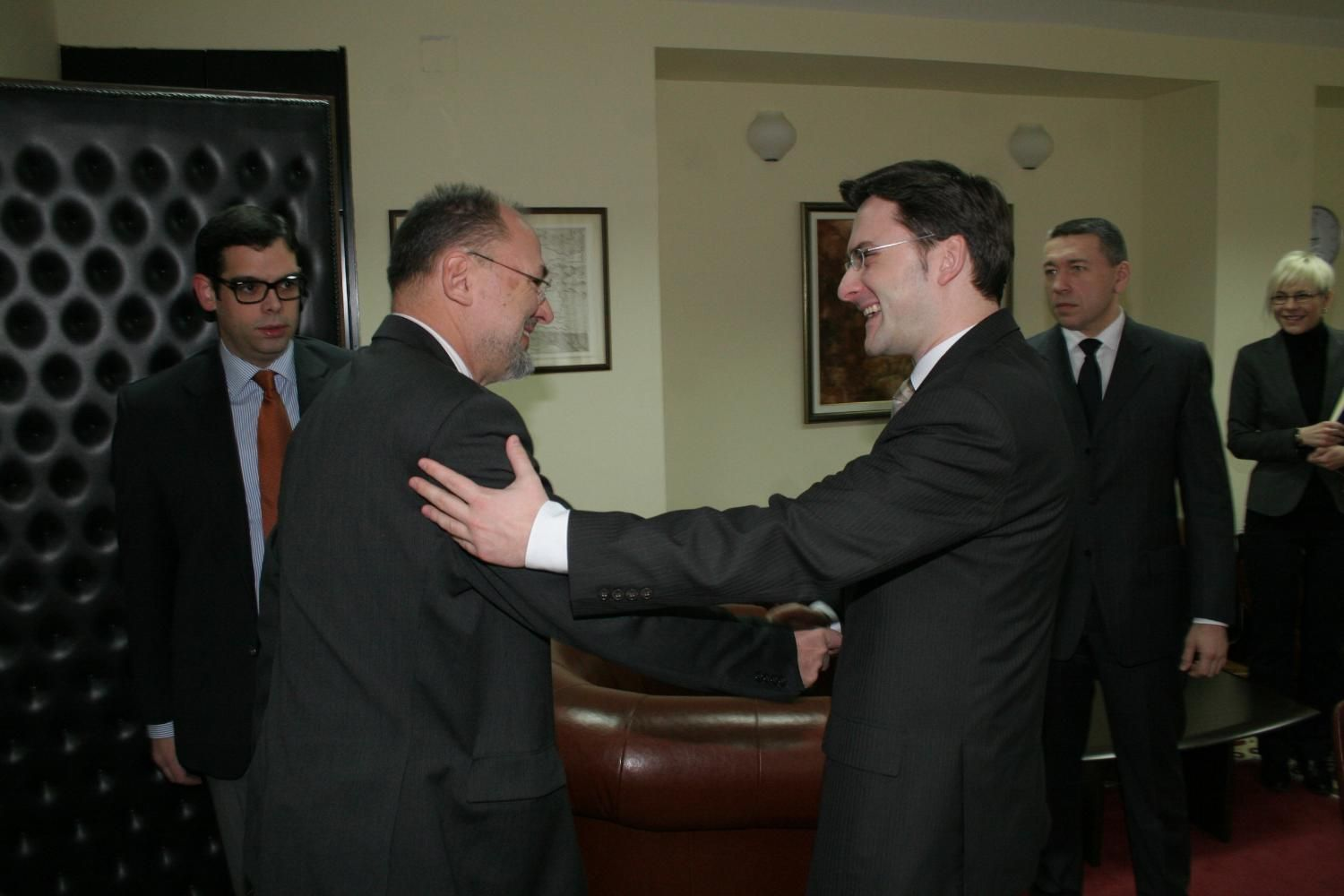
Selaković Con el Rapporteur de la Eurocámara para Serbia, Jelko Kacin, 2013.

Sirva tan Ministro de Justice y Administración Estatal en el Gobierno de Serbia y el gabinete de Ivica Dačić en el periodo de 2012 a 2014, y entonces fue Ministro de Justicia en el periodo de 2014 a 2016 en el primer gabinete de Aleksandar Vučić.
Mientras sea el ministro  de Justice, junto con el ministro de Defensa Bratislav Gašić, Selaković organizó la transferencia de Vladimir Lazarević, un delincuente de guerra condenado por avión del Hague y el ceremonial recepción del retirado general quién estuvo liberado después de servir dos tercios de su frase. Fue el primer ministro de Justice quién visitó detenidos serbios a la espera de finales ICTY veredictos. Selaković visitó Ratko Mladić, Radovan Kadadžić, Dragoljub Ojdanić, Zdravko Tolimir, Vinko Pandurević, Vlastimir Đorđević, Nikola Šainović, Sreten Lukić, Nebojša Pavković, Vladimir Lazarević y Momčilo Perišić.
Por la decisión de Presidente de Serbia Aleksandar Vučić de 31 de mayo de 2017, esté nombrado a la posición de Secretario General del Presidente de la República, el cual aguante hasta que 27 de octubre de 2020.
Desde entonces 28 de octubre de 2020,  ha sido sirviendo como el Ministro de Asuntos Exteriores en el segundo gabinete de Ana Brnabić.
El 13 de noviembre de 2020, advirtió que los serbios siguen siendo discriminados en Croacia.

## Vida personal
Tiene un hermano Velimir Selaković. Está casado a Milica y es el padre de Lazar, Vasilije y Ljubica.